# 吉田庸
吉田 庸（よしだ よう、1987年1月2日 - ）は、日本の俳優。大阪府出身。同志社大学卒業。劇団青年団、レトル所属。

## 出演

### テレビドラマ
- 陸王 第10話（2017年、TBS）- 駅伝選手 役
- ブラックペアン 第7話（2018年、TBS）- 執刀医 役
- イノセンス 冤罪弁護士 第2話（2019年、日本テレビ）- 警察官 役
- 大河ドラマ（NHK）
  - いだてん〜東京オリムピック噺〜 第25～38、44話（2019年）- 吉田 役
  - 光る君へ 第39話（2024年、NHK）- 伴の者 役
  - べらぼう 第13話 (2025年、NHK）
- 東京男子図鑑 第5話（2020年、関西テレビ）- 長谷川 役
- HOTEL -NEXT DOOR-（2022年、WOWWOW）- 吉村貴教 役
- ケーキの切れない非行少年たち（2023年、NHK BSプレミアム）- パパ活男性 役
- 大奥 第8話（2023年、NHK）- 卯之吉 役[3]
- 3000万 第1話（2024年、NHK）- 声の出演

### 配信ドラマ
- トークサバイバー2 第1話（2023年、Netflix）
- 地面師たち 第7話（2024年、Netflix）
- Sunny 第8話（2024年、Apple TV+） - SHOBOT役、声の出演
- ガンニバル２ (2025年、Disney+） - 後藤耕作 役

### 映画
- あれから 篠崎誠監督（2013年）
- はつ恋 鶴岡慧子監督（2013年）
- 揺れるスカート 岡元雄作監督（2013年）
- ニュースラウンジ25時 冨永昌敬監督（2013年）- 声の出演
- あの電燈 鶴岡慧子監督（2014年）- 声の出演
- 新しい人 大工原正樹監督（2014年）
- ナウ・アンド・ゼン 堀江貴大監督（2015年）
- 大和（カリフォルニア） 宮崎大祐監督（2016年）
- ジョギング渡り鳥 鈴木卓爾監督（2016年）- もこもこの長 役[4]
- 吾郎の新世界 内藤隆嗣監督（2018年）
- 奈落の翅 小林勇貴監督（2021年）
- ほんとうにあった怖い話 事故物件芸人4 天野裕充監督 （2022年） - 斉藤茂 役
- そばかす 玉田真也監督（2022年）
- イチケイのカラス　田中亮監督（2023年）
- 胴鳴り 楫野裕監督（2024年）- 早川翔 役
- ラストマイル 塚原あゆ子監督（2024年）

### 舞台
- 映画美学校アクターズコース卒業制作『カガクするココロ』作：平田オリザ 演出：松井周（2012年）
- やなぎみわ演劇プロジェクト『ゼロ・アワー　東京ローズ最後のテープ』作・演出：やなぎみわ（2013年）
- 青☆組『人魚の夜』作・演出：吉田小夏（2014年）
- Small Wooden Shoe+dracom『Antigone dead people』演出：筒井潤（2014年）
- わっしょいハウス
  - 『スポット』　作・演出：犬飼勝哉（2014年）
  - 『木星の運行』作・演出：犬飼勝哉（2015年）
- 女の子には内緒『手のひらコロニー』　作・演出：柳生二千翔（2015年）
- 鳥公園『火星の人と暮らす夏』作・演出：西尾佳織（2015年）
- 青年団・無隣館
  - 『北限の猿』作・演出：平田オリザ（2016年）
  - 『南島俘虜記』作・演出：平田オリザ（2017年）
- 東京ELECTROCK STAIRS 『前と後ろと誰かとえんを壊せ』作・演出：KENTARO‼（2016年）
- テアトロコントvol.15 ミズタニー　作・演出：水谷圭一（2017年）
- 無隣館柳生企画『メゾンの泡』作・演出：柳生二千翔（2017年）
- 無隣館若手自主企画＋STスポット提携公演 松村企画『こしらえる』作・演出：松村翔子（2017年）
- チェルフィッチュ
  - 『部屋に流れる時間の旅』（世界21都市で上演）作・演出：岡田利規（2017年）[5]
  - 『スーパープレミアムソフトWバニラリッチ』作・演出：岡田利規（2017年）
  - 『渚・瞼・カーテン』作・演出：岡田利規（2018年）
  - 『スーパープレミアムソフトWバニラリッチソリッド』作・演出：岡田利規（2019年）
  - 『消しゴム山』作・演出：岡田利規（2019年）
- モメラス『青い鳥』作・演出：松村翔子（2018年）
- 青年団
  - 『革命日記』作・演出：平田オリザ（2018年）
  - 『平田オリザ演劇展　vol.6』作・演出：平田オリザ（2019年）
  - 『眠れない夜なんてない』作・演出：平田オリザ（2020年）
  - 『眠れない夜なんてない』（国内5市で上演）（2021年）
  - 『東京ノート』作・演出：平田オリザ（2021年）
  - 『S高原から』（国内2都市で上演）作・演出：平田オリザ（2022年）
  - 『ソウル市民』（国内外3都市で上演）作・演出：平田オリザ（2022年）
  - 『S高原から』（こまばアゴラさよなら公演）（2024年）
- ホエイ『喫茶ティファニー』作・演出：山田百次（2019年）
- 恍惚感湿地帯『わくわくパラディーソ』作・演出：マキタカズオミ（2020年）
- elePHANTMoon 『落書き』作・演出：マキタカズオミ（2023年）‐声の出演
- イーピン企画『演じるミステリー『迷宮の孤島』～labyrinth islandへようこそ～』（2024年）
- 劇団普通『秘密』（2025年公演予定）[6]

### CM
- 東京シティ競馬（2013年）
- レノアハピネス『香りスイッチ』編（2018年）
- Ballet Gents in Tokyo 2018 ナレーション（2018年）
- ココナラ『依頼者』篇（2022年）
- Apple iPhone 13『メイクアップ』篇（2022年）
- 日本郵政『ご近所散歩中・お届けの進化』篇（2023年）
- 積水ハウス『建てた人のアイデアを持って帰ろう』篇（2023年）
- NESCAFE『Make your world』ナレーション（2024年）
- 高砂熱学『熱循環クリエイター』篇 (2025年）